# Kunsthal Gent
De Kunsthal Gent is een experimenteel instituut voor de presentatie en ontwikkeling van hedendaagse kunst, gevestigd in het monumentaal dertiende-eeuws Caermersklooster in het centrum van Gent. Naast het eigen programma en tentoonstellingen biedt Kunsthal Gent onderdak aan organisaties als Art Cinema OFFoff, de opleiding Curatorial Studies van de Koninklijke Academie voor Schone Kunsten van Gent en de kunsteducatieve organisatie das Kunst.

## Geschiedenis
Het vroegere karmelietenklooster in het Patershol was jarenlang eigendom van de provincie. Toen de provincie haar bevoegdheid over cultuur verloor kwam het klooster in handen van Stad Gent.
Begin 2018 deed de stad een open oproep om het Caermersklooster van een nieuwe invulling te voorzien en om te vormen tot een nieuwe ontwikkelings- en presentatieplek voor beeldende kunst. Nucleo en het collectief Smoke & Dust (019) werden door een externe jury van experten gekozen als nieuwe artistieke uitbaters. Van 25 tot 27 januari 2019 opende Kunsthal Gent met een feestelijk openingsweekend.
In plaats van de structuur van een klassieke Kunsthal te hanteren werd er gekozen voor een radicaal experiment. Het curatorieel-manifest-als-kunstwerk 'Endless Exhibition' (eindeloze tentoonstelling) van de Amerikaanse kunstenaar en curator Prem Krishnamurthy werd het uitgangspunt voor de manier van exposeren. Krishnamurthy stelt dat elke tentoonstelling permanent moet zijn en voor altijd zichtbaar blijven. In 2019 verwierf Kunsthal Gent dit kunstwerk als onderdeel van hun werkingsfilosofie "Kunsthal als stad". Driemaal per jaar opent een nieuwe versie van de ‘eindeloze tentoonstelling’. Met als gevolg dat geen enkele tentoonstelling in Kunsthal Gent een einddatum heeft.
Naast de tentoonstellingen in de 'Endless Exhibition' organiseert Kunsthal Gent een ontwikkelingsprogramma onder de naam Permanently Practising. Jaarlijks ontvangen zes kunstenaars, collectieven, organisaties of samenwerkingsprojecten binnen dit programma een beurs voor een werkperiode van een jaar.
Op 24 mei 2019 organiseerde Art Cinema OFFoff zijn openingsavond in Kunsthal Gent. Na vijftien jaar vertoningen op verschillende locaties werd de projectieruimte in de Gentse kunsthal de nieuwe thuisbasis van OFFoff.
In het najaar van 2019 maakte de Belgische kunstenaar Joëlle Tuerlinckx Kunsthal Gent tot haar atelier voor de montage van de film The Single Screen. De montage van de film gebeurde, verspreid over verschillende data, ter plekke in aanwezigheid van het publiek.

## Lijst van tentoonstellingen
- Prem Krishnamurthy: Endless Exhibition, 25 januari 2019 — ∞
- Michaël Bussaer: Chain, 25 januari 2019 — ∞
- Steve Van den Bosch: Unreliable Sources, 25 januari 2019 — ∞
- Olivier Goethals: Spatial Intervention KHG01 & Spatial Intervention KHG02, 25 januari 2019 — ∞
- Thomas Min & Egon Van Herreweghe: Crisis of Masculinity, 25 januari 2019 — ∞
- Rudy Guedj: Everything in This World Has Two Handles, 24 mei 2019 — ∞
- Nina Beier: Housebroken: 25 mei 2019 — ∞
- De Vylder Vinck Taillieu: UNLESS EVER PEOPLE, 20 september 2019 — 24 november 2019
- Joëlle Tuerlinckx: La Fabrique d’un Single screen, 20 september 2019 — ∞
- O-R-G/ David Reinfurt: When it Changed..., 18 oktober 2019 — ∞
- Charlotte Stuby: Keepsake, 22 november 2019 — ∞

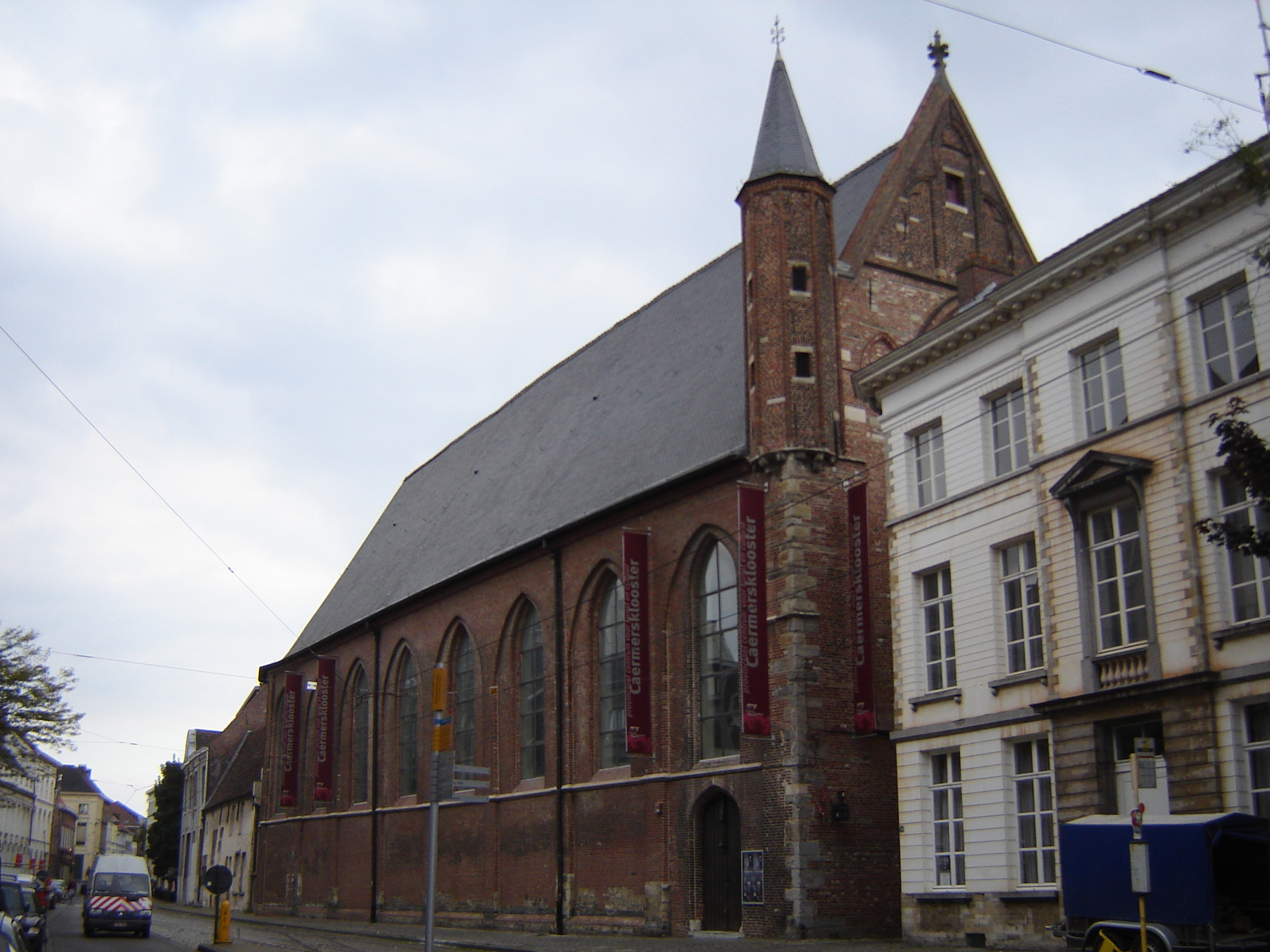
Caermersklooster Ghent in 2007